# Kiersey Clemons
Kiersey Clemons, född 17 december  1993 i Pensacola, Florida, är en amerikansk skådespelare.
Clemons har bland annat medverkat i TV-serien Fairfax (2021-2022). Hon har även medverkat i filmerna Somebody I Used to Know och The Flash från 2023.

## Filmografi (i urval)
- 2021: Fairfax
- 2023: Somebody I Used to Know
- 2023: The Flash
- 2023 – Monarch: Legacy of Monsters (TV-serie)